# Voetbalscheidsrechter

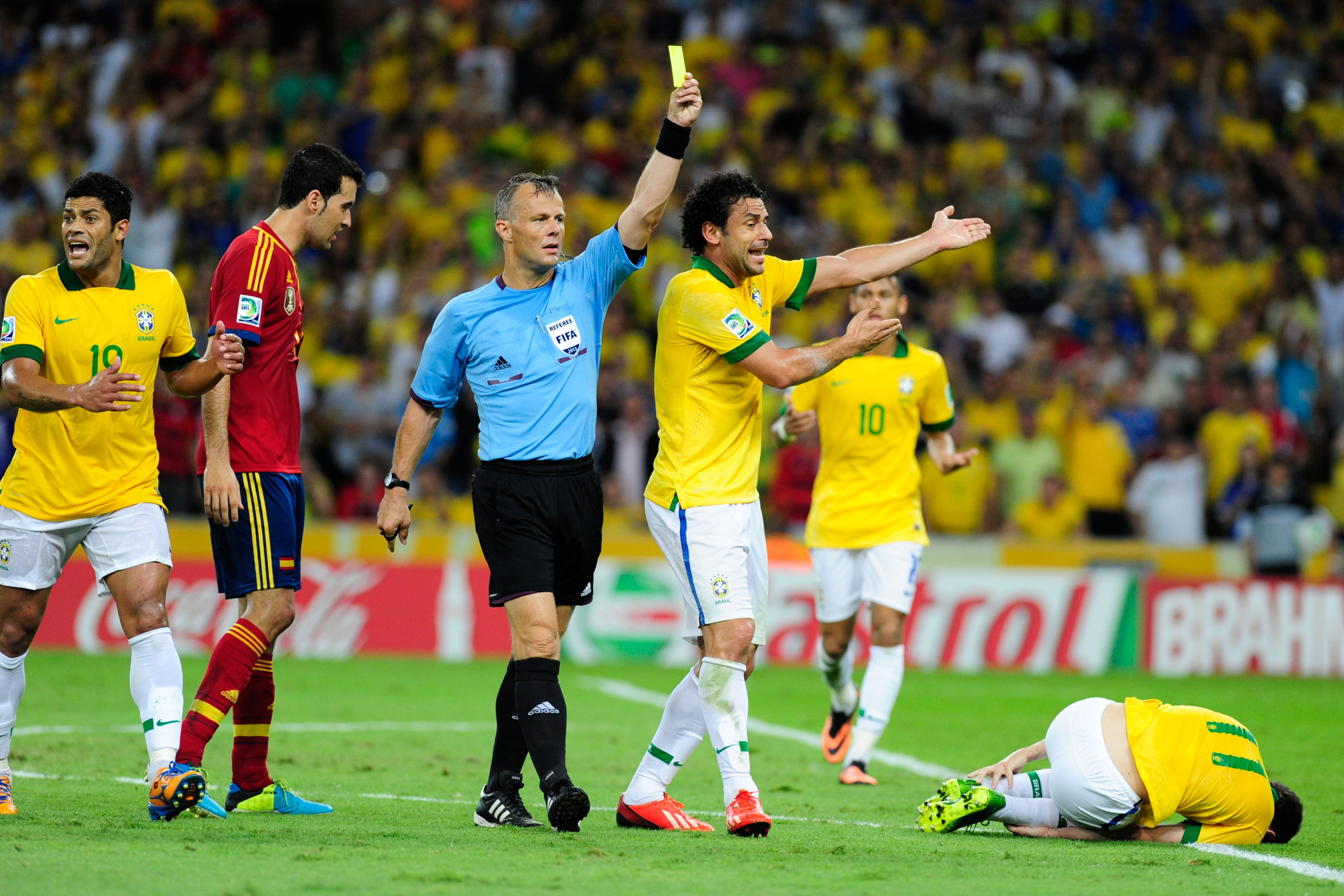
Scheidsrechter Björn Kuipers in actie tijdens de finale van de Confederations Cup 2013.

Een voetbalscheidsrechter is een persoon die in een voetbalwedstrijd de beide teams controleert op het navolgen van de regels en het overtreden van de regels bestraft. Bij voetbal is er één scheidsrechter, die aan de zijlijnen wordt ondersteund door twee assistent-scheidsrechters of lijnrechter (ook wel grensrechter genoemd). Op de hoogste niveaus is er daarnaast een vierde official buiten het veld. Bij het WK 2006 werd een vijfde official geïntroduceerd. In de Champions League en Europa League werd voorheen gewerkt met een vijfde en een zesde official, die plaatsnamen achter de doellijn. Na experimenten vanaf 2016 werd op de hoogste niveaus de video assistant referee (VAR) toegevoegd.

## Dood element
In het veld is de scheidsrechter een zogeheten dood element. Tot 2019 gold dat als de scheidsrechter geraakt werd door de bal er werd doorgespeeld, net zoals wanneer de bal tegen de paal of lat, wat ook dode elementen zijn, wordt geschoten. Als de bal via de scheidsrechter, die zich binnen het speelveld bevond, over de zij- of achterlijn ging, kreeg de partij die daaraan voorafgaande de bal het laatste speelde, een inworp of hoekschop tegen, dus ook hetzelfde als wanneer de bal via de paal of lat over de zij- of achterlijn gaat, ook dan krijgt de partij die de bal daarvoor het laatst raakte, een inworp of hoekschop tegen.
In de context van voetbal kan een "dood element" een scheidsrechter zijn die geraakt wordt door de bal, of een paal of lat die de bal van richting verandert. Voorheen werd een scheidsrechter als een dood element beschouwd, en werd het spel gewoon doorgespeeld als de bal hem raakte. Echter, sinds 2019 is de regel veranderd en wordt het spel nu onderbroken wanneer de bal de scheidsrechter raakt en de richting van het spel beïnvloedt, waarna door een scheidsrechtersbal de ploeg die in bezit was van de bal weer in bezit komt.

## Beginnende scheidsrechters

##### Nederland
In Nederland kan men vanaf twaalf jaar de cursus Pupillenscheidsrechter volgen. Daarna kan de cursus Verenigingsscheidsrechter worden gevolgd, waarna de scheidsrechter wedstrijden op de eigen club mag leiden. Met het diploma VSR en twee maanden en/of tien wedstrijden ervaring kan men zich aanmelden voor de Scheidsrechtersopleiding III (kortweg SO III). Bij deze opleiding wordt de scheidsrechter door de KNVB aangesteld voor diverse wedstrijden, waarin hij/zij soms begeleid wordt. Bij aanvang van de opleiding start de scheidsrechter direct in de startgroep. Na de startgroep vindt er plaatsing in een passende reguliere groep plaats.

##### België
In België kan men scheidsrechter worden vanaf vijftien jaar. Daarvoor moeten de kandidaat-scheidsrechters een cursus volgen en een bijhorend examen afleggen (3 zaterdagen). De geslaagde kandidaten worden dan stagiair. Per provincie is er een cursus, behalve in West-Vlaanderen en Oost-Vlaanderen. Daar is er per gewest een cursus. De stagiairs worden in hun eerste drie wedstrijden opgevolgd door een peter. Deze zorgen voor de begeleiding van de beginnende scheidsrechters. Stagiairs die slagen bij de controle (uitgevoerd door een 'observer'), worden in een categorie geplaatst.

## Opvolging van scheidsrechters

##### Nederland
In Nederland worden scheidsrechter sinds het seizoen 2024/25 begeleid door begeleiders. Zij krijgen hierop een beoordeling die meetelt voor de eindrangschikking en mogen ook een zelfreflectie schrijven, waarop de begeleider feedback geeft. Tot en met 2024 werden scheidsrechters beoordeeld door verschillende rapporteurs, die meerdere keren per seizoen aangesteld werden op wedstrijden van een scheidsrechter. Het rapport werd meegenomen in de eindrangschikking. Hoe hoger een scheidsrechter komt, hoe meer opleidingen er gedaan moeten worden. Zo moet een scheidsrechter vanaf de derde klasse of de tweede jeugdgroep de Scheidsrechtersopleiding II (kortweg SO II) volgen. Hierin wordt onder andere aandacht besteed aan het begeleiden van een andere scheidsrechter, voeding en training. Promoveert een scheidsrechter naar de landelijke divisies in het seniorenvoetbal, dan wordt hij of zij geacht deel te nemen aan de Scheidsrechtersopleiding I (SO I). Hier wordt onder andere de samenwerking met neutrale assistenten en mediatraining behandeld. Scheidsrechters in de hogere groepen en scheidsrechters uit het talententraject dienen ieder seizoen de FIFA-test te lopen. Dit is een conditietest met een combinatie tussen sprints en langdurige intensieve intervaltraining.

##### België
In België krijgen scheidsrechters regelmatig een nazicht waarbij ze worden beoordeeld. Aan de hand van die beoordeling kan de scheidsrechter aangeduid worden voor wedstrijden uit hogere categorieën. De nazichten bepalen ook in welke categorie de scheidsrechter terechtkomt. De begeleiding van scheidsrechters is afhankelijk van de categorie van de scheidsrechters.

## Onderrichtingen
In elk land zijn er onderrichtingen opgesteld voor voetbalscheidsrechters. Deze zijn gebaseerd op de algemene onderrichtingen, opgesteld door de FIFA. De onderrichtingen kunnen in elk land verschillen. Een voorbeeld is dat de KBVB in de Belgische onderrichtingen vermeldt dat doelnetten verplicht zijn, terwijl de algemene onderrichtingen van de FIFA vermelden dat doelnetten niet verplicht zijn.

## Vriendenkringen/Scheidsrechtersverenigingen
In België is er per gewest een vereniging voor scheidsrechters, een vriendenkring of SVK's. In Nederland zijn er scheidsrechtersverenigingen, per stad of regio. De overkoepelende organisatie in Nederland is COVS. De vriendenkringen houden regelmatig een vergadering waarbij onderrichtingen van de provinciale scheidsrechterscommissie worden meegedeeld. De scheidsrechtersverenigingen hebben vergelijkbare clubavonden en trainingsmogelijkheden. De meeste vriendenkringen organiseren regelmatig activiteiten en quizzen om de spelregels bij scheidsrechters op te frissen.

## Uitrusting van een voetbalscheidsrechter
Tenue

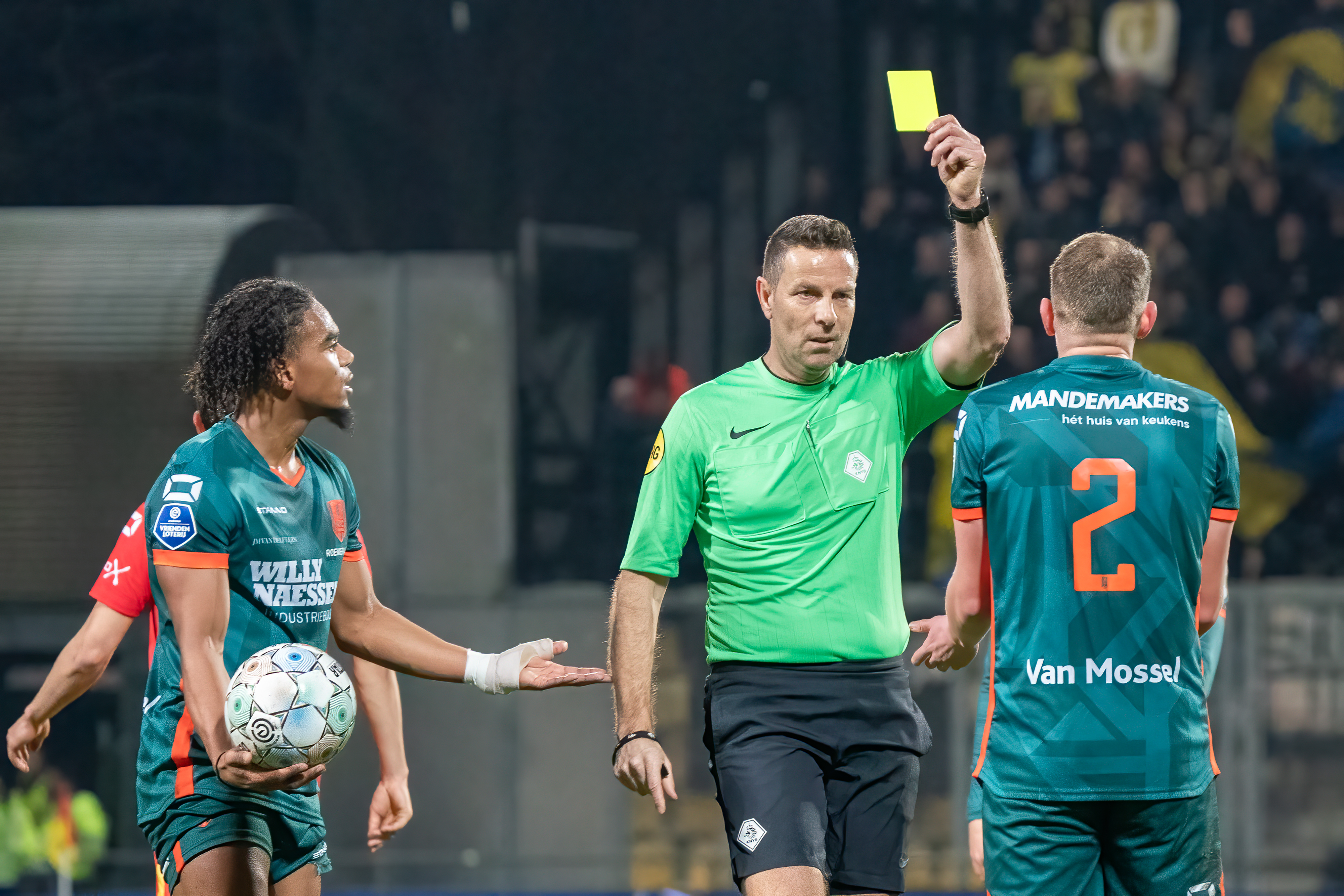
Scheidsrechter Pol van Boekel trekt de gele kaart (2024)

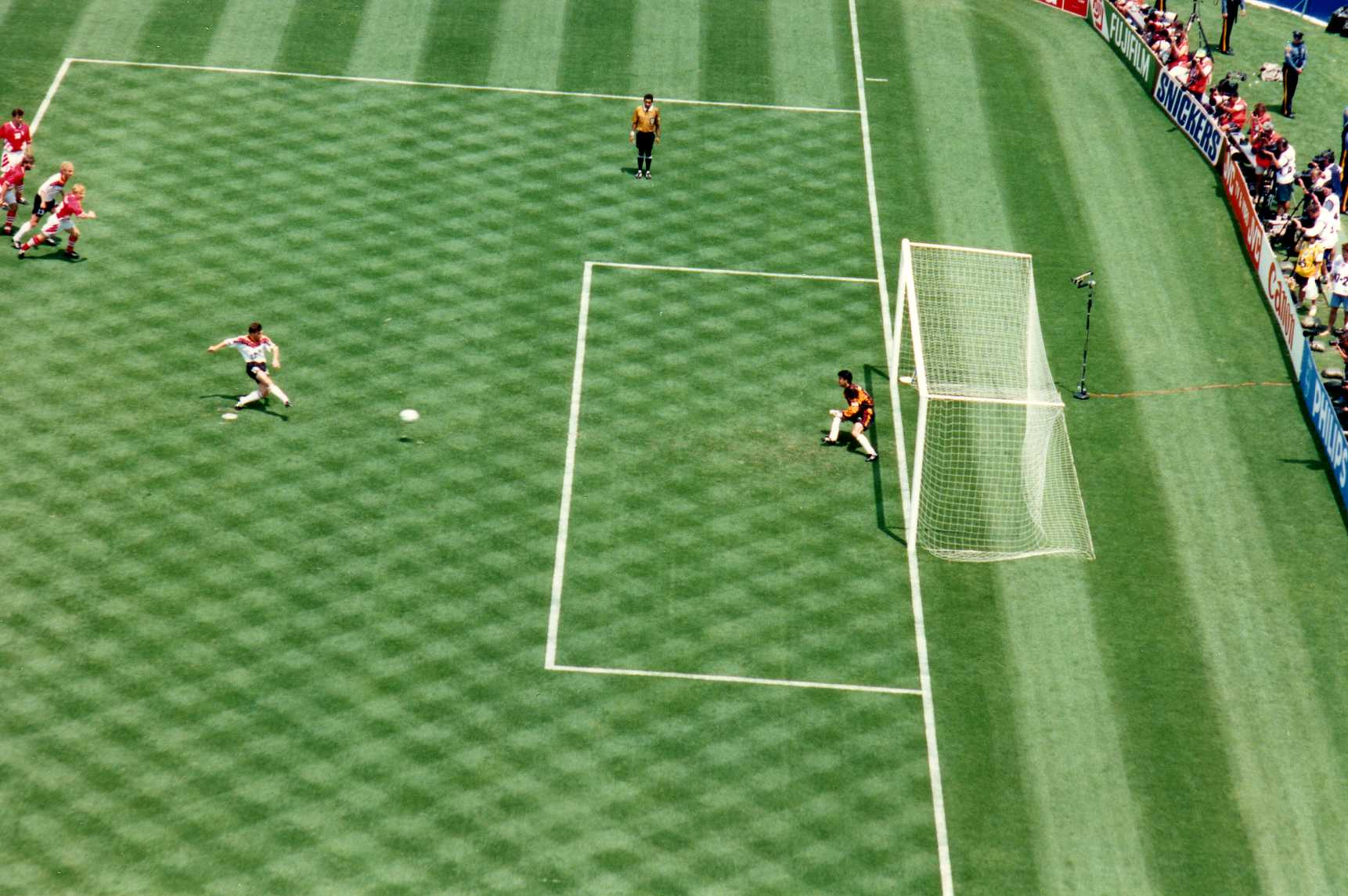
Scheidsrechter José Torres Cadena tijdens het WK1994 in een geel tenue

Scheidsrechters dragen een tenue waarmee ze zich onderscheiden van de spelers, meestal door een shirt van een andere kleur dan de spelers van beide teams. In het begin van de 20e eeuw droegen scheidsrechters een blazer in plaats van een shirt. Traditioneel was het scheidsrechterstenue bijna altijd helemaal zwart. Alleen als een van de teams een heel donker shirt droeg droeg de scheidsrechter een andere kleur (meestal rood) om zich van beide teams te onderscheiden. Bij het WK 1994 kregen de scheidsrechters geen zwarte shirts, maar de keuze uit bordeauxrode, gele of witte.
In datzelfde jaar kregen de scheidsrechters in de in 1992 opgerichte Premier League in Engeland groene shirts. Deze veranderingen zorgden ervoor de scheidsrechter beter herkenbaar was op de televisie. Sindsdien dragen de scheidsrechters tenues in vele verschillende kleuren, die variëren per land, competitie, kledingmerk en seizoen. De scheidsrechter bepaalt zelf welke kleur hij draagt, door een kleur te kiezen die voldoende afwijkt van de tenues van de thuisspelende en uitspelende clubs van de wedstrijd die de scheidsrechter moet leiden. Echter, wordt de shirtkeuze in het betaald voetbal en Europese competities bepaald door de KNVB of UEFA.
Uitrusting
Alle scheidsrechters hebben een fluitje, een horloge, gele en rode kaarten en een notitieboekje met pen of potlood bij zich en een muntstuk om te bepalen welk team de keuze heeft tussen speelhelft of aftrap.
Op hogere niveaus, en soms ook op lagere, hebben scheidsrechters een spuitbus met wit spuitschuim (‘scheidsrechters spray’) in een houder aan een riem.
Op de hoogste niveaus dragen scheidsrechters een draadloos full-duplex communicatiesysteem met headset (‘oortje’) om met hun assistenten te communiceren, en assistent-scheidsrechters gebruiken ‘elektronische vlaggen’, die een signaal naar de scheidsrechter sturen wanneer er op een knop wordt gedrukt Bij wedstrijden met doellijntechnologie dragen scheidsrechters een smartwatch waarmee ze de meldingen van het systeem kunnen ontvangen.

##### Nederland
In Nederland dragen scheidsrechters in het betaald voetbal tenues van het merk Nike, met het KNVB logo en sponsoring op de arm. Sinds seizoen 2012/13 is het Nike-logo duidelijk te zien op de kleding, en kunnen particulieren deze tenues met KNVB-logo ook zelf aanschaffen. Scheidsrechters en assistent-scheidsrechters in de hoogste regionen van het Nederlandse voetbal zijn verplicht om ook schoenen van Nike te dragen of anders de logo’s van andere fabrikanten zwart te maken met stift. In lagere afdelingen mogen de scheidsrechters zelf kiezen welk merk tenue ze dragen. Veel voetbalverenigingen stellen tenues beschikbaar voor hun (club)scheidsrechters.

##### België
In de hogere afdelingen van België dragen de scheidsrechters een uitrusting van het merk Patrick en de daarbij horende schoenen van Patrick, in de lagere afdelingen mogen de scheidsrechters kiezen en worden er ook veel uitrustingen van Erima en Adidas gedragen en ook van Patrick.

##### Europa
In Europese wedstrijden dragen de scheidsrechters een uitrusting van het Italiaanse merk Macron (UEFA) en Adidas (FIFA).

## Scheidsrechters in het Nederlandse betaald voetbal - seizoen 2023/2024
FIFA International
- Danny Makkelie (UEFA Elite category)
- Serdar Gözübüyük (UEFA Elite category)
- Allard Lindhout (UEFA First category)
- Sander van der Eijk (UEFA Second category)
- Dennis Higler (UEFA Second category)
- Marc Nagtegaal (UEFA Second category)
- Joey Kooij (UEFA Second category)

Scheidsrechters Senior
- Kevin Blom
- Pol van Boekel
- Edwin van de Graaf
- Martin van den Kerkhof
- Jeroen Manschot
- Bas Nijhuis
- Jochem Kamphuis

Scheidsrechters Masterclass
- Erwin Blank
- Alex Bos
- Rob Dieperink
- Michael Eijgelsheim
- Laurens Gerrets
- Thomas Hardeman
- Boyd van Kommer
- Jannick van der Laan
- Richard Martens
- Ingmar Oostrom
- Martin Pérez
- Kevin Puts
- Jesse Rozendal
- Clay Ruperti
- Nick Smit
- Stan Teuben
- Luuk Timmer
- Robin Vereijken
- Martijn Vos
- Wouter Wiersma

## Assistent-scheidsrechters in het Nederlandse betaald voetbal - seizoen 2022/2023
Assistent-scheidsrechter Senior en FIFA-International
- Johan Balder
- Rens Bluemink
- Mario Diks
- Rogier Honig
- Roy de Nas
- Charl Schaap
- Hessel Steegstra
- Jan de Vries
- Erwin Zeinstra
- Joost van Zuilen

Assistent-scheidsrechter Senior
- Ruud Bexkens
- Angelo Boonman
- Richard Brondijk
- Cristian Dobre
- Bas van Dongen
- Dave Goossens
- Frank Jansen
- Maarten Ketting
- Erik Kleinjan
- Richard Polman
- Freek Vandeursen
- Rob van de Ven

Assistent-scheidsrechter Masterclass
- Jordi Been
- Martijn Beijer
- Kevin Bodde
- Dyon Fikkert
- Don Frijn
- Stefan de Groot
- Patrick Inia
- Mark Janssen
- Nils van Kampen
- Danny Kempinga
- Jari de Koning
- Luc de Koning
- Erik Koopman
- Thomas Krijt
- Murat Kucukerbir
- Robert Kunst
- Jeremy van der Ley
- Roan van Marrewijk
- Sjoerd Nanninga
- Michael Osseweijer
- Franca Overtoom
- Frans Ozinga
- Michael Rasch
- Michael Ribbink
- Rick van Rijn
- Bram Vervoorn
- Ralf van Vlokhoven
- Jeroen van der Waaij
- Joey Waleveld
- Kevin Weever
- Joris Westhof
- Yorick Weterings

## Vrouwelijke scheidsrechters in het betaald voetbal voor mannen

##### Nederland
Begin jaren ‘60 was er in het Nederlandse voetbal een groot tekort aan scheidsrechters, waardoor er wekelijks veel jeugdwedstrijden werden afgelast. In Alkmaar begon daarop een campagne om nieuwe mensen aan te trekken, waarvoor ook vrouwen zich mochten melden – een revolutionair plan. Het KNVB-bestuur wilde echter geen vrouwelijke scheidsrechters toestaan. Bondsadministrateur Teun Bakker van de KNVB afdeling Noord-Holland begon desondanks in 1961 in het geheim met de opleiding van drie vrouwelijke scheidsrechters uit Alkmaar: Ineke Boom (21), Klazina Laan (20) en Nel Rentenaar (20). Zes weken later leidden ze op 11 juni 1961 enkele wedstrijden op een groot jeugdtoernooi in Alkmaar en waren daarmee de allereerste vrouwelijke scheidsrechters in het voetbal.
Er meldden zich meer vrouwen aan, en na een jaar hadden al 32 vrouwen de opleiding in Alkmaar afgerond, waarop de KNVB op zaterdag 3 november 1962 besloot om vrouwelijke scheidsrechters toe te staan. Dat betekende meteen dat – voor het eerst sinds 1889 – vrouwen lid mochten worden van de KNVB. Daarna waren Maartje Krijger(1944–2017), Toos Mol en Klaske Stolp de eerste drie vrouwen, die de scheidsrechtersopleiding bij de KNVB officieel voltooiden. Op 19 november 1962 werd Krijger in Zaandam bij een jeugdwedstrijd tussenZVV en VVZ officieel aangesteld als eerste vrouwelijke scheidsrechter in het Nederlandse voetbal.
- Sjoukje de Jong (1964) uit Vegelinsoord[30] was de eerste vrouwelijke assistent-scheidsrechter in het betaald voetbal voor mannen, toen ze op 10 november 2001 in stadion De Adelaarshorst scheidsrechter Hennie de Graaf assisteerde bij de wedstrijd Go Ahead Eagles-VVV Venlo (2-0) in de Jupiler League.[31][32]. Na twee wedstrijden raakte ze geblesseerd, en vervolgens zette ze haar carrière voort als scheidsrechter op het hoogste niveau in het vrouwenvoetbal.[30]
- Nicolet Bakker (ca. 1983) uit Hoogeveen debuteerde als assistent scheidsrechter in het betaald voetbal voor mannen toen ze op 8 april 2011 bij het duel tussen FC Volendam en Fortuna Sittard (2-1) in de Keuken Kampioen Divisie scheidsrechter Jan Wegereef assisteerde.[33]
- Franca Overtoom (ca. 1992) uit Obdam vlagt sinds 2018 in het betaald voetbal voor mannen, en was de eerste vrouwelijke scheidsrechter op het hoogste Nederlandse voetbalniveau, de Eredivisie, toen ze op 21 november 2021 bij het duel FC Groningen - Go Ahead Eagles (1-0) scheidsrechter Sander van der Eijk assisteerde.[34][35][36]
- Shona Shukrula (1991) uit Alkmaar was de eerste vrouwelijke scheidsrechter in het betaald voetbal voor mannen, toen ze op 4 oktober 2024 de wedstrijd TOP Oss - ADO Den Haag (1-5) leidde in de Keuken Kampioen Divisie.[37][38] Shukrula deelde in die wedstrijd een rode kaart uit aan Karim Loukili van TOP Oss.[noot 5]

## Nederlandse scheidsrechters in internationale wedstrijden
| Naam                           | Aantal | Periode    | Eerste wedstrijd                             | Laatste wedstrijd                          |   |
| ------------------------------ | ------ | ---------- | -------------------------------------------- | ------------------------------------------ | - |
| Janus Aalbrecht                | 3      | 1966-1968  | Duitsland - Noorwegen                        | Zwitserland - Oostenrijk                   |   |
| Bertus Ausum                   | 3      | 1951-1954  | België - Luxemburg                           | Luxemburg - Ierland                        |   |
| Cees Bakker                    | 3      | 1983-1991  | Luxemburg - Engeland                         | IJsland - Spanje                           |   |
| Jan Beck                       | 3      | 1975-1978  | Nederland - Finland                          | Denemarken - Ierland                       |   |
| Wim Beltman                    | 1      | 1958       | België - Luxemburg                           | -                                          |   |
| Gerrit Berrevoets              | 2      | 1977       | Tsjecho-Slowakije - Turkije                  | Zweden - Denemarken                        |   |
| Engelbert George van Bisselick | 1      | 1928       | België - Oostenrijk                          | -                                          |   |
| John Blankenstein              | 12     | 1988-1994  | Duitsland - Zwitserland                      | Griekenland - Schotland                    |   |
| Kevin Blom                     | 26     | 2007-2019  | Zweden - Verenigde Staten                    | Azerbeidzjan - Hongarije                   |   |
| Wolf Simon Boas                | 10     | 1920-1924  | Zweden - Noorwegen                           | Zweden - Polen                             |   |
| Pol van Boekel                 | 9      | 2009-heden | Luxemburg - IJsland                          | Qatar - IJsland                            |   |
| Hans Boekman                   | 6      | 1928-1937  | Luxemburg - Frankrijk                        | België - Frankrijk                         |   |
| Charles Boeree                 | 1      | 1939       | België - Luxemburg                           | -                                          |   |
| Ad Boogaerts                   | 5      | 1965-1970  | Ierland - België                             | Noorwegen - Hongarije                      | - |
| Theo Boosten                   | 4      | 1969-1974  | Duitsland - Israël                           | Zweden - Noord-Ierland                     |   |
| Tien Bos                       | 1      | 1920       | België - Engeland                            | -                                          |   |
| Ruud Bossen                    | 8      | 2002-2007  | Zwitserland - Slovenië                       | Frankrijk - Marokko                        |   |
| Eric Braamhaar                 | 18     | 2003-2011  | Schotland - Moldavië                         | Duitsland - Italië                         |   |
| Jan Bronkhorst                 | 20     | 1948-1960  | België - Luxemburg                           | Zweden - Ierland                           |   |
| Charles Corver                 | 22     | 1972-1983  | Schotland - Denemarken                       | Schotland - Zwitserland                    |   |
| Jan de Wolf                    | 3      | 1930-1934  | Italië - Spanje                              | Luxemburg - Duitsland                      |   |
| Frans Derks                    | 1      | 1974       | Israël - Roemenië                            | -                                          |   |
| Jef Dorpmans                   | 3      | 1967-1972  | Duitsland - Luxemburg                        | Duitsland - Luxemburg                      |   |
| Henk van Dijken                | 1      | 1980       | Thailand - Luxemburg                         | -                                          |   |
| Herman van Dijk                | 2      | 1996-1998  | Schotland - Australië                        | Schotland - Finland                        |   |
| Bill Dijxhoorn                 | 1      | 1908       | België - Engeland                            | -                                          |   |
| Dick van Egmond                | 11     | 2002-2006  | Zwitserland - Costa Rica                     | Wales - Slovenië                           |   |
| Willem Eijmers                 | 12     | 1913-1930  | België - Zwitserland                         | Hongarije - Oostenrijk                     |   |
| Mario van der Ende             | 26     | 1991-2001  | België - Duitsland                           | Litouwen - Italië                          |   |
| Henk van Ettekoven             | 5      | 1979-1987  | Frankrijk - Verenigde Staten                 | Schotland - Ierland                        |   |
| Koos van Gelder                | 1      | 1954       | Luxemburg - België                           | -                                          |   |
| Arie van Gemert                | 5      | 1969-1974  | Nederland - Finland                          | Brazilië - Schotland                       |   |
| Gerard Geurds                  | 7      | 1980-1987  | Duitse Democratische Republiek - Sovjet-Unie | Zwitserland - Zweden                       |   |
| Christiaan Groothoff           | 14     | 1908-1920  | Hongarije - Duitsland                        | Hongarije - Oostenrijk                     |   |
| Serdar Gözübüyük               | 9      | 2013-heden | Malta - Italië                               | Ierland - Gabon                            |   |
| Ben Haverkort                  | 1      | 2002       | Estland - IJsland                            | -                                          |   |
| Dennis Higler                  | 1      | 2017-heden | Malta - Roemenië                             | -                                          |   |
| Leo Horn                       | 41     | 1951-1965  | België - Luxemburg                           | Portugal - Tsjecho-Slowakije               |   |
| Frans Houben                   | 1      | 1990       | Schotland - Argentinië                       | -                                          |   |
| Jack van Hulten                | 4      | 1999-2002  | Macedonië - Moldavië                         | Denemarken - Israël                        |   |
| Dick Jol                       | 17     | 1993-2001  | Letland - Oostenrijk                         | Engeland - Griekenland                     |   |
| Jan Keizer                     | 22     | 1974-1987  | Frankrijk - Argentinië                       | Italië - Portugal                          |   |
| Leo van der Kroft              | 5      | 1972-1975  | Zwitserland - Zweden                         | Zwitserland - Sovjet-Unie                  |   |
| Björn Kuipers                  | 43     | 2007-2021  | Oostenrijk - Duitsland                       | Italië - Engeland                          |   |
| Chris van der Laar             | 1      | 1988       | Israël - Roemenië                            | -                                          |   |
| Andries van Leeuwen            | 9      | 1958-1964  | Luxemburg - Duitsland                        | Bulgarije - Roemenië                       |   |
| Richard Liesveld               | 2      | 2012-2016  | Noord-Ierland - Finland                      | Bosnië en Herzegovina - Liechtenstein      |   |
| Roelof Luinge                  | 8      | 1994-2000  | Noord-Ierland - Liechtenstein                | Azerbeidzjan - Zweden                      |   |
| Hugo Luijten                   | 2      | 1995-1996  | Noorwegen - Frankrijk                        | Ierland - Rusland                          |   |
| Danny Makkelie                 | 15     | 2012-heden | Oostenrijk - Roemenië                        | Bosnië en Herzegovina - Griekenland        |   |
| Joop Martens                   | 6      | 1957-1962  | Duitsland - Hongarije                        | Tsjecho-Slowakije - Uruguay                |   |
| Karel van der Meer             | 24     | 1947-1956  | Tsjecho-Slowakije - Polen                    | Noorwegen - Duitsland                      |   |
| Hans Meerum Terwogt            | 9      | 1912-1917  | Zweden - Hongarije                           | Zweden - Denemarken                        |   |
| Joop van Moorsel               | 9      | 1932-1936  | België - Luxemburg                           | Duitsland - Luxemburg                      |   |
| Egbert Mulder                  | 6      | 1982-1986  | Frankrijk - Bulgarije                        | Noorwegen - Duitse Democratische Republiek |   |
| Job Mutters                    | 33     | 1919-1935  | Denemarken - Zweden                          | België - Zwitserland                       |   |
| Jaap van der Niet              | 1      | 1988       | Luxemburg - Italië                           | -                                          |   |
| Bas Nijhuis                    | 26     | 2007-2020  | Macedonië - Nigeria                          | Noord-Ierland - Israël                     |   |
| Dirk Nijs                      | 1      | 1948       | België - Frankrijk                           | -                                          |   |
| Lau van Ravens                 | 11     | 1966-1972  | Duitse Democratische Republiek - Zweden      | Zweden - Hongarije                         |   |
| Piet Roomer                    | 17     | 1956-1967  | Luxemburg - België                           | Finland - Griekenland                      |   |
| Wim Schalks                    | 3      | 1966-1968  | Denemarken - Israël                          | Noord-Ierland - Turkije                    |   |
| Klaas Schipper                 | 9      | 1949-1959  | Noorwegen - Joegoslavië                      | Luxemburg - Engeland                       |   |
| Ignace van Swieten             | 5      | 1984-1988  | Denemarken - Oostenrijk                      | Roemenië - Israël                          |   |
| René Temmink                   | 17     | 1995-2005  | Armenië - Griekenland                        | Slovenië - Schotland                       |   |
| Bep Thomas                     | 8      | 1982-1988  | Spanje - Schotland                           | Denemarken - Spanje                        |   |
| Herman Tromp                   | 3      | 1914-1916  | Zweden - Engeland                            | Denemarken - Zweden                        |   |
| Jaap Uilenberg                 | 10     | 1989-1995  | Denemarken - Engeland                        | Slovenië - Roemenië                        |   |
| Henri Vermeulen                | 1      | 1905       | Nederland - België                           | -                                          |   |
| Joop Vervoort                  | 2      | 1974       | Zwitserland - Portugal                       | Luxemburg - België                         |   |
| Pieter Vink                    | 17     | 2004-2009  | Schotland - Trinidad en Tobago               | Macedonië - Spanje                         |   |
| Jef van Vliet                  | 1      | 1994       | Moldavië - Duitsland                         | -                                          |   |
| Henk Weerink                   | 3      | 1978-1980  | Luxemburg - Frankrijk                        | Luxemburg - Italië                         |   |
| Jan Wegereef                   | 22     | 1996-2007  | Denemarken - Schotland                       | Kazachstan - Portugal                      |   |
| Aad van Welzenes               | 2      | 1940-1945  | België - Luxemburg                           | België - Frankrijk                         |   |
| Herbert James Willing          | 15     | 1906-1914  | Nederland - België                           | Denemarken - Engeland                      |   |
| Theo van Zwieteren             | 3      | 1923-1925  | Duitsland - Noorwegen                        | Frankrijk - Engeland                       |   |

Bijgewerkt t/m 30 juli 2019